# 石板墩南站
石板墩南站，是兰新客运专线上的一个高铁火车站，位于中国甘肃省酒泉市瓜州县境内，已于2014年12月26日投入运营。

## 附近景区
- 敦煌
- 玉门
- 月牙泉
- 酒泉卫星发射中心
- 军马场